# 湖南金童山国家级自然保护区
湖南金童山国家级自然保护区是一个位于中国湖南省城步苗族自治县的国家级自然保护区。该自然保护区的主要保护对象是次生常绿阔叶林，其中6025公顷为常绿阔叶林、5800公顷为落叶阔叶林或常绿落叶阔叶混交林。该保护区生物多样性保护较完善，调查记录有维管束植物220科、878属、2277种，其中裸子植物8科15属23种，被子植物177科、745属、1799种，蕨类植物45科，118属，455种。